# Стюарт, Роберт, 1-й маркиз Лондондерри
Роберт Стюарт, 1-й маркиз Лондондерри (англ. Robert Stewart, 1st Marquess of Londonderry; 27 сентября 1739 — 6 апреля 1821) — ирландский землевладелец и политик. Его успех был обеспечен богатством, полученным благодаря разумным бракам, и успешной политической карьерой его сына, виконта Каслри (создателя Акта об унии и министра иностранных дел Великобритании). В 1798 году он получил известность за то, что отказался ходатайствовать от имени повстанца Джеймса Портера, местного пресвитерианского священника, казненного за пределами владений Стюартов.

## Рождение и происхождение
Роберт Стюарт родился 27 сентября 1739 года в поместье Маунт-Стюарт-хаус, графство Даун. Старший сын Александра Стюарта (1699—1781) и его жены Мэри Коуэн. Его отец был олдерменом Дерри в 1760 году, а его дед, полковник Уильям Стюарт, командовал одной из двух рот протестантских солдат, которых Дерри впустил в город, когда виконт Маунтджой был отправлен туда графом Тирконнеллом перед началом осады. Мать Роберта была дочерью Джона Коуэна, также олдермена того же города. Его родители поженились 30 июня 1737 года в Дублине.

## Наследство Коуэнов
В течение трех месяцев после свадьбы его родителей в 1737 году мать Роберта унаследовала состояние своего сводного брата, Роберта Коуэна (? — 1737), приобретенное на службе у Ост-Индской компании в качестве губернатора Бомбея (1729—1734). Наследство позволило Александру Стюарту уйти из торговли льном и приобрести землевладельческую собственность. В 1743 году он купил шестьдесят таунландов и большое поместье у семьи Колвилл в Ньютаунардсе и Комбер в графстве Даун.

## Образование и первый брак
Роберт Стюарт воспитывался кальвинистом, которого отец отправил под присмотром наставника в Женевский университет, где он изучал литературу. Таким образом, он «искушал Оксфорд и подобные академические твердыни официальной церкви», к которым, как сын помещиков, он, естественно, мог быть привлечен.
По возвращении с континента он ухаживал за леди Сарой Сеймур-Конвей (27 сентября 1747 — 18 июля 1770). Её отец, Фрэнсис Сеймур-Конвей, 1-й маркиз Хартфорд, владел значительной собственностью в окрестностях Лисберна и в 1765 году был назначен лордом-лейтенантом Ирландии. Роберт Стюарт присутствовал в вице-королевском суде Дублина, где успешно подал свой иск. Свадьба состоялась в Королевской часовне Дублинского замка, и лорд Хартфорд поселил новую пару в городе.
У Роберта и Сары было двое сыновей:
- Александр-Фрэнсис Стюарт, который умер в течение первого года своей жизни[7]
- Роберт Стюарт, 2-й маркиз Лондондерри (18 июня 1769 — 12 августа 1822), позже известный как «Каслри», известный государственный деятель[8].

Леди Сара умерла при родах в 1770 году.

## Оппозиционный член парламента
Через год после смерти своей жены Роберт Стюарт вошел в Ирландскую палату общин в качестве члена от графства Даун, заполнив вакансию, образовавшуюся в результате повышения Бернарда Уорда в Палату лордов в качестве барона Бангора. Он был избран «независимым» или «окружным» интересом, поддержанным местными вигами и диссидентами (пресвитерианским большинством среди исключительно большого числа избирателей-фригольдеров округа), в отличие от «официального» или «суда» графа Хиллсборо, лорда-лейтенанта графства и крупнейшего владельца.
Этот политический триумф над интересами влиятельной семьи, которая до сих пор избирала обоих членов графства в Ирландскую палату общин, стал прелюдией к длительному периоду соперничества. Первоначальный успех Роберта Стюарта был во многом обусловлен симпатиями общественности к Джону Уилксу и недовольным американским колонистам, а также растущим настроением в пользу конституционной и парламентской реформы, которое нашло свое выражение в Добровольческом движении.
Роберт Стюарт оказался последовательным противником администрации, неизменно голосуя, а иногда и выступая от имени оппозиции в палате представителей. Его раннее политическое поведение получило одобрение его избирателей. Обед, на котором они принимали участие в Белфасте, был отмечен тостами, «либеральными как по качеству, так и по количеству», в том числе за «Память Джона Хэмпдена» (который возглавил парламентскую оппозицию Карлу I) и "За всех тех, кто предпочел бы умереть. в сапогах, чем в деревянных ботинках «.

## Второй брак и дети
7 июня 1775 года Роберт Стюарт женился вторым браком на Фрэнсис Пратт (1751 — 18 января 1833), независимо мыслящей дочери политика-вига Чарльза Пратта, 1-го графа Кэмдена.
От второго брака у него было ещё 11 детей, трое сыновей и восемь дочерей:
- Чарльз Уильям Стюарт, 3-й маркиз Лондондерри (18 мая 1778 — 6 марта 1854), сменивший его на посту 3-го маркиза[12]
- Фрэнсис Энн Стюарт (24 июня 1777 — 9 февраля 1810), муж с 1799 года генерал лорд Чарльз Фицрой (1764—1829), от брака с которым у неё было трое детей[13]
- Элизабет Мэри Стюарт (1779—1798)[14]
- Кэролайн Стюарт (1781 — 10 августа 1860), муж с 1801 года Томас Вуд (1777—1860), член парламента[15]
- Александр Джон Стюарт (1783—1800)[16]
- Джорджиана Стюарт (1785 — 17 ноября 1804), замужем с 1803 года за политиком Джорджем Каннингом, 1-м бароном Гарваг (1778—1840), племянник генерала армии и политика Брента Спенсера[17].
- Селина Сара Джулиана Стюарт (1786 — 5 февраля 1871), муж с 1814 года Дэвид Гуарди Кер (1779—1844), депутат парламента от Даунпатрика[18]
- Матильда Шарлотта Стюарт (1787 — 3 октября 1842), муж с 1815 года дипломат Эдвард Майкл Уорд (1789—1832), старший сын полковника Роберта Уорда из Бангора[19]
- Эмили Джейн Стюарт (1789 — 18 октября 1865), 1-й муж с 1814 года Джон Джеймс (? — 1818), сын сэра Уолтера Джеймса, 1-го баронета, 2-й муж с 1821 года Генри Гардиндж, 1-й виконт Гардиндж (1785—1856)[20].
- Томас Генри Стюарт (1790—1810)[21]
- Октавия Кэтрин Стюарт (1792 — 5 марта 1819), муж с 1813 года Эдвард Лоу, 1-й граф Элленборо (1790—1871)[22][23].

## Ирландский доброволец

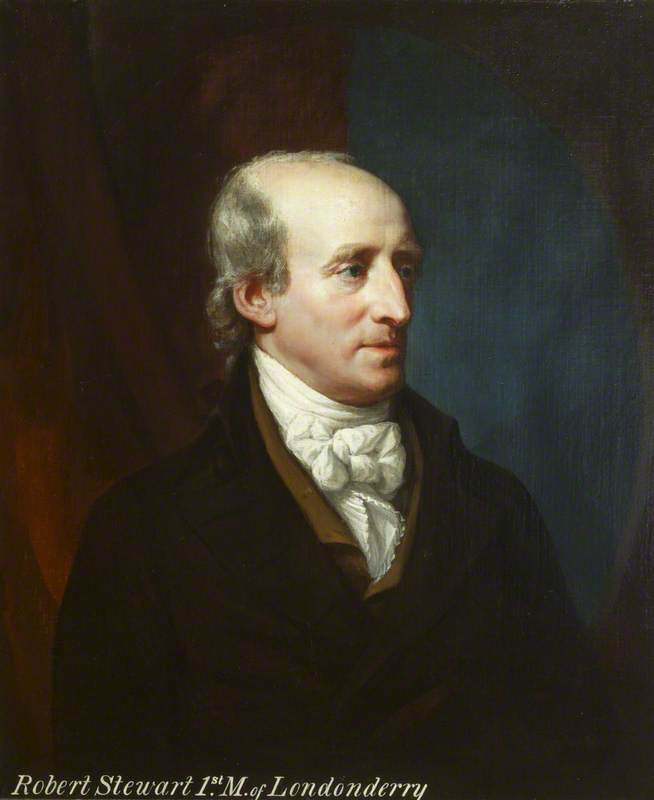
Роберт Стюарт, 1-й маркиз Лондондерри, художник — Хью Дуглас Гамильтон

В 1775—1783 годах Роберт Стюарт жил в Бангор со своей женой, в то время как его отец жил в Маунт-Стюарт.
В 1776 году в Ирландии состоялись парламентские выборы. Роберт Стюарт снова выдвинул свою кандидатуру от Дауна и был переизбран . Он заседал до роспуска этого парламента 25 июля 1783 года.
Стюарт участвовал формировании отрядов ирландских добровольцев, вооруженного ополчения, якобы сформированное для поддержания порядка и защиты Ирландии, в то время как английская корона и его вооруженные силы были отвлечены на войну с североамериканскими колониями. После набега американского капера Джона Пола Джонса на Белфастский залив в апреле 1778 года Роберт Стюарт организовал в Ньютаунардсе волонтерскую компанию из 115 человек, которые действовали как фехтовальщики, но которые, как и другие компании, вскоре были вовлечены в патриотические дебаты.
Александр Стюарт, умер 2 апреля 1781 года, и как его наследник Роберт переехал в фамильное поместье Маунт-Стюарт, недалеко от Ньютаунардса (где в парке он завершил Храм ветров). 17 сентября 1782 года он был приведен к присяге в Ирландский Тайный совет.
В том же месяце, как и полковник Стюарт, Роберт Стюарт был избран президентом второго Ольстерского (в подавляющем большинстве пресвитерианского) добровольческого съезда в Данганноне. В преддверии „великого национального съезда“, созванного в Дублине в ноябре, он, в частности, не смог расширить фронт против протестантского господства. Резолюции в поддержку Католическое избирательное право были отвергнуты .
На парламентских выборах в октябре Роберт Стюарт снова баллотировался от графства Даун, но англо-ирландские протестантские семьи одержали победу, одно место занял Артур Хилл, сын графа Дауншира, а другое — сыном лорда Бангора Эдвард Уорд. Роберт Стюарт безуспешно оспаривал результаты в баре Палаты общин, заявляя о нарушениях. Влияние графа Дауншира смогло добиться отклонения его ходатайства с затратами».
На Дублинской конвенции Роберт Стюарт был назначен председателем комитета «по приему и перевариванию планов реформ». Но тактика конвенции не увенчалась успехом, как в 1781 году, когда многочисленные ряды добровольцев помогли обеспечить законодательную независимость Ирландии. Переработанный законопроект, представленный Генри Фладом, который упразднил бы собственные районы (которыми были наделены их соперники из протестантских семей, но не Стюартам) и расширил голосование до более широкого класса протестантских фригольдеров, был отклонен. Признав поражение в Америке, Великобритания снова смогла сэкономить войска для Ирландии, и ни парламент, ни Дублинский замок снова не испугались. Роберт Стюарт присоединился к своему другу, президенту съезда, графу Шарлемонту, и призвал добровольцев спокойно принять их проигрыш.

## Пэрства

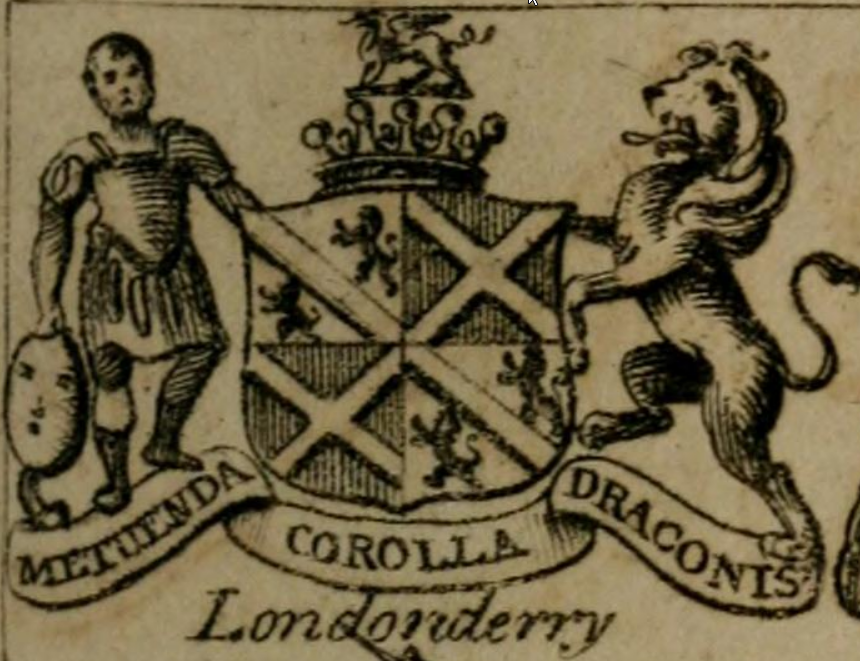
Герб Роберта Стюарта, 1-го графа Лондондерри

20 сентября 1789 года Роберт Стюарт был назначен 1-м бароном Лондондерри в Пэрстве Ирландии. Будучи не в состоянии как пэр отомстить за свое поражение в 1783 году, на парламентских выборах 1790 года он забрал своего старшего сына Роберта из Кембриджского университета, чтобы баллотироваться от графства Даун. Все ещё способный убедить фригольдеров Дауна за сорок шиллингов в том, что Стюарты были друзьями реформы, младший Стюарт сделал это успешно, хотя и за значительные расходы для своего отца albeit at considerable expense to his father..
Роберт Стюарт отказался от пресвитерианства ради официальной церкви, в какой момент неясно, но, вероятно, до его повышения в 1795 году до виконта Каслри и в следующем году до графа Лондондерри. Его старший сын, ныне виконт Каслри, также незаметно перешел в англиканство и был назначен главным секретарем Ирландии, чтобы служить под началом брата леди Фрэнсис, графа Камдэна, лорда-лейтенанта. Второй сын Лондондерри, Чарльз Стюарт, тем временем сохранял присутствие семьи в Ирландской палате общин в качестве члена от боро Томастаун, графство Килкенни. Опираясь на эти новые связи с истеблишментом, Роберт Стюарт договорился с семьей Хилл: в будущем семьи разделят два места в графстве Даун, каждое из которых беспрепятственно вернет кандидата в парламент в Дублине.
В той мере, в какой граф Лондондерри и его сыновья были готовы рассмотреть вопрос о реформе, в том числе о дополнительных правах католиков, теперь они должны были находиться в более безопасном контексте союза с Великобританией. Когда в 1799 году парламент в Дублине отклонил законопроект об Унии, они боролись за его повторное представление.
С окончательным принятием законопроекта в 1801 году граф Лондондерри стал одним из 28 ирландских пэров-представителей в новом парламенте Соединенного Королевства в Вестминстере . 3 марта 1816 года, благодаря продвижению виконта Каслри на посту министра иностранных дел, Роберту Стюарту был пожалован титул 1-го маркиза Лондондерри. Таким образом, он совершил редкий подвиг, поднявшись от «несогласного» (пресвитерианского) простолюдина до высших чинов ирландской аристократии.

## Казнь Джеймса Портера (1798)
Во время своей трехдневной «Республики» в Ардсе и Норт-Дауне, 10-13 июня 1798 года, объединённые ирландские повстанцы ненадолго заняли Маунт-Стюарт. В августе жена местного пресвитерианского священника Джеймса Портера появилась в доме со своими семью детьми, где они ошеломили леди Лондондерри и её младшую сестру, тогда умирающую от туберкулеза, мольбой о его жизни. Один из детей позже рассказал, что, когда граф Лондондерри обнаружил, что его жена составляет письмо генералу Джорджу Надженту, он настоял на том, чтобы она добавила приписку: "L не позволяет мне вмешиваться в дело мистера Портера. Поэтому я не могу и прошу не делать этого. «Я отправляю письмо только для того, чтобы удовлетворить юмор», то есть чтобы успокоить обезумевшую миссис Портер, которой Лондондерри с улыбкой, наполнившей её «ужасом», затем передал письмо .
Граф Лондондерри сам присутствовал на суде, который принял сомнительные показания о присутствии священника среди повстанцев и должен был увидеть исполнение приговора. Портер был повешен на виду как в собственном доме собраний в Грейбби, так и в доме его семьи (по сообщениям, жильцы Стюарта бросили вызов желанию своего домовладельца, чтобы они присутствовали). Пресвитерианский священник преподобный Генри Монтгомери из Киллида, графство Антрим, позже опишет обстоятельства казни Портера как «крайнюю жестокость по отношению как к нему самому, так и к его семье, которая была совершенно ненужной для какой-либо цели публичного примера».
Лондондерри был доволен тем, что другим преступникам было разрешено отправиться в изгнание. Дэвид Бейли Уорден, который командовал мятежниками на севере графства Даун; преподобный Томас Ледли Берч, который примкнул к восставшим после их победы в битве при Сентфилде; и Уильям Синклер, арендатор и верный слуга графа Лондондерри, вступивший в ряды повстанческого комитета общественной безопасности, получили разрешение эмигрировать в США .
Оскорблением Портера, возможно, была его популярная сатира на местных землевладельцев, Билли Блаффа, в которой хозяин Маунт-Стюарт явно узнается как невнятный тиран «лорд Маунтмамбл». Портер знал, что Билли Блафф не может остаться безнаказанным, и в предисловии к нему признал: «Мне угрожает опасность быть повешенным или заключенным в тюрьму, возможно и тем, и другим».
Возможно также, что граф Лондондерри считал, что Портер, который был близок к семье (их избирательному агенту и частому гостю в Маунт-Стюарте), был источником своенравных и потенциально компрометирующих политических симпатий его жены. По слухам, леди Фрэнсис продолжала в частном порядке рассылать оскорбительную газету Портера «Северная звезда» и в переписке с Джейн Грег (по общему мнению, «главой [Объединенного ирландского] женского общества» в Белфасте) , которая осмелилась идентифицировать себя как «республиканская графиня» .
По местным преданиям, миссис Портер задержала экипаж его светлости в тщетной надежде на дальнейшую прямую просьбу, но граф Лондондерри велел кучеру «ехать дальше». Приговор, однако, был смягчен отменой постановления о четвертовании.

## Репутация арендодателя
Несмотря на политические разногласия со своими арендаторами, маркиз Лондондерри имел репутацию сравнительно щедрого домовладельца. Он и его отец редко выселяли жильцов, если только у них не было задолженности более чем за пять лет, и они соблюдали Ольстерский обычай права арендатора. Они покровительствовали местному городу Ньютаун, собирая подписку на католическую начальную школу в качестве жеста вселенской доброй воли и строя торговый дом с башней с часами (здание, которое занимали шотландские фехтовальщики, было атаковано повстанцами под командованием Уордена в 1798 году). Во время нехватки продовольствия в 1800 и 1801 годах граф Лондондерри за свой счет импортировал провизию в пострадавшие районы.

## Смерть и преемственность
Лорд Лондондерри скончался 6 апреля 1821 года в Маунт-Стюарте, графство Даун, и был похоронен в маонастыре Ньютаунардса, где уже был похоронен его отец. На короткое время его сменил на посту 2-го маркиза Лондондерри его старший сын Роберт (Каслри), который покончил с собой в следующем году.